# Dally Castle
Dally Castle är ett slott i Storbritannien.   Det ligger i grevskapet och kommunen Northumberland i riksdelen England, i den centrala delen av landet, 400 km norr om huvudstaden London. Dally Castle ligger 136 meter över havet.
Terrängen runt Dally Castle är kuperad norrut, men söderut är den platt. Dally Castle ligger nere i en dal. Runt Dally Castle är det ganska glesbefolkat, med 26 invånare per kvadratkilometer. Närmaste större samhälle är Chollerton, 19,9 km sydost om Dally Castle. Trakten runt Dally Castle består i huvudsak av gräsmarker.